# Stephan G. Stephansson

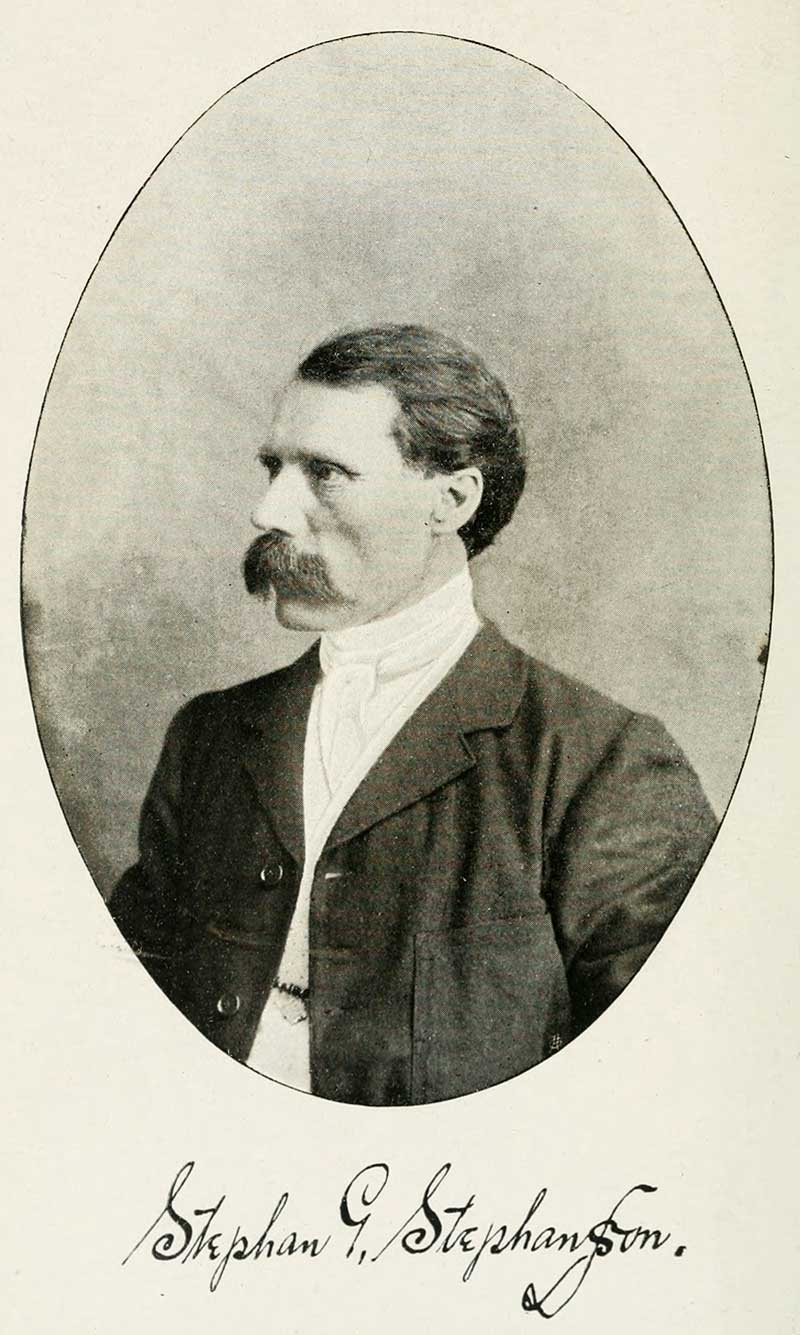
Stephan G. Stephansson

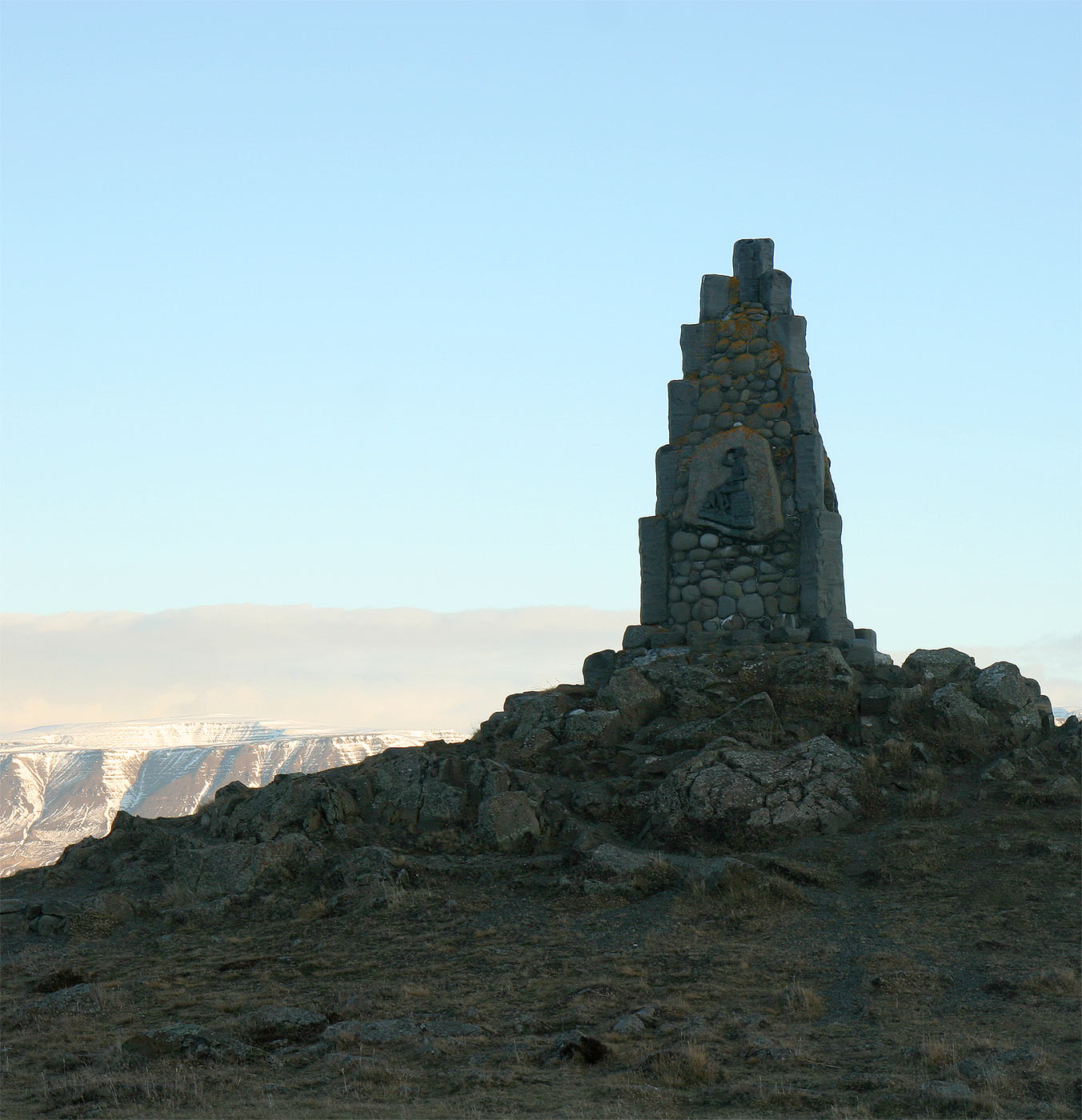
Denkmal am Vatnsskarð

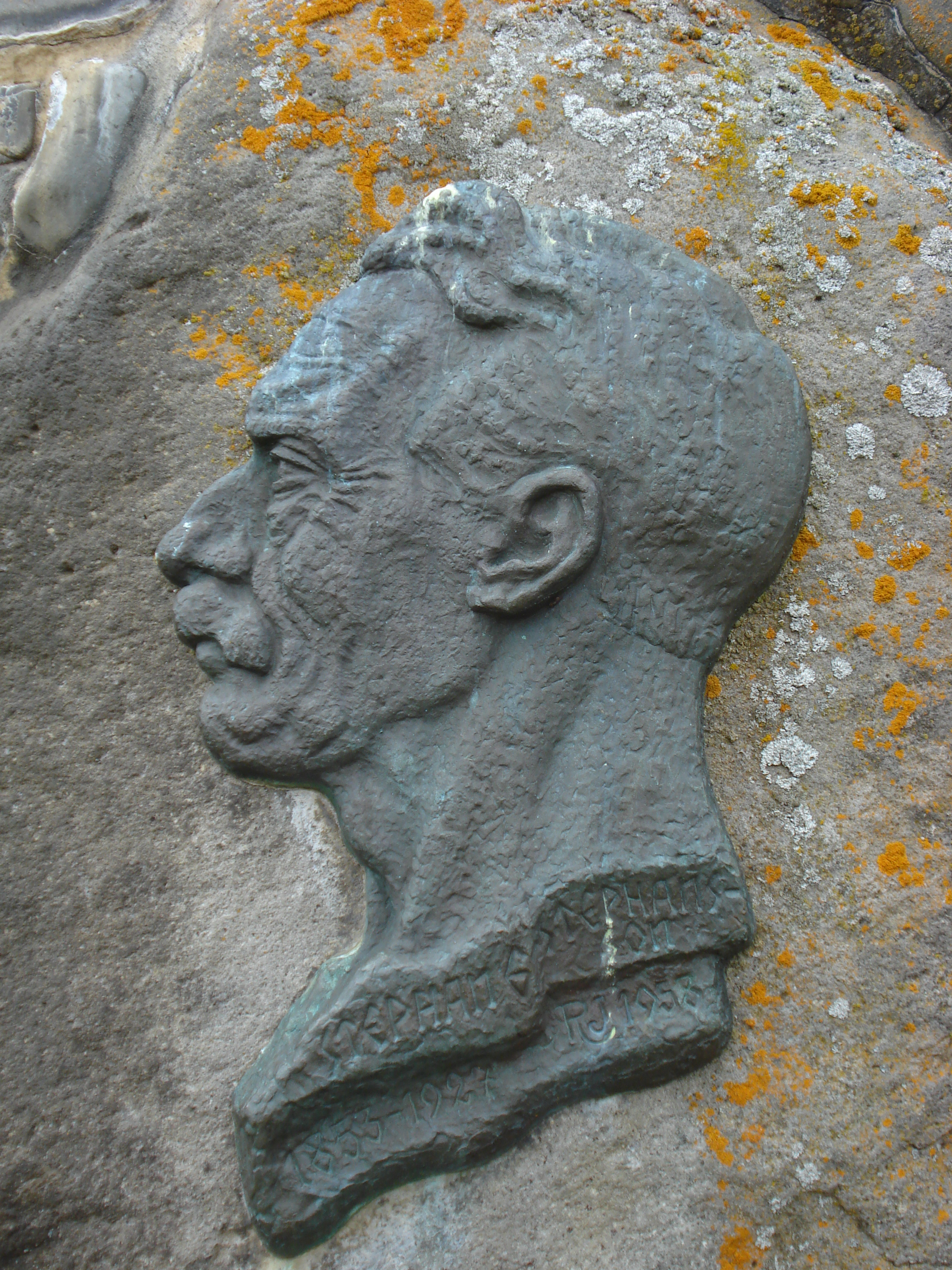
Detail des Denkmals

Stephan Gudmundur Stephansson (isländische Schreibung: Stefán G. Stefánsson; * 3. Oktober 1853 in Kirkjuhóll, Skagafjörður; † 9. August 1927 in Alberta, Kanada) war ein bedeutender isländisch-kanadischer Autor und Lyriker. Sein Taufname war Stefán Guðmundur Guðmundsson.

## Lebenslauf
Der Schriftsteller wurde am 3. Oktober 1853 auf dem Bauernhof Kikjuhóll im Skagafjörður-Gebiet in Island geboren. Daher steht seit 1953 auch ein auf ihn bezogenes Denkmal auf der Passhöhe des Vatnsskarð oberhalb von Varmahlíð.
Als Kind wuchs er in ärmlichen Verhältnissen auf und hatte Schwierigkeiten sich die heiß ersehnte höhere Bildung anzueignen. Dies gelang ihm erst später als Autodidakt durch vieles Lesen.
Im Jahre 1873 wanderten seine Eltern mit den Kindern nach Amerika aus, zunächst nach Wisconsin, USA. Als Erwachsener zog er, der seinen Lebensunterhalt in Amerika als Bauer verdiente, 1889 um in die Provinz Alberta, Kanada, und kam erst 1917 im Alter von 64 Jahren wieder nach Island.
1927 starb Stephan G. Stephansson in Kanada. Er trägt in Island die Spitznamen Stefán G. oder Stefán Klettaskáld (eine Anspielung auf die Rocky Mountains, isl. Klettarfjöll).

## Werk
Der Lyriker Stephan G. Stephansson schrieb neben seiner harten Arbeit als Bauer und oft noch spät in der Nacht, deshalb trägt auch die Anthologie seiner Werke den isländischen Titel Andvökur (Schlaflose Nächte).
Inzwischen sind einige seiner Gedichte auch ins Deutsche übersetzt worden.
Dieses drückt den Zwiespalt des Ausgewanderten aus:
„Aus einer Rede am Festtag der Isländer“
So weit um die Welt du auch wanderst,
selbst wenn jedes Land du durchmisst,
im Herzen und in der Seele
deine Heimat du nie vergisst(…)

## Nationale Würdigung
Die kanadische Bundesregierung ehrte Stephan G. Stephansson am 15. Mai 1946 für sein Werk und erklärte ihn zu einer „Person von nationaler historischer Bedeutung“.